# Planktologie

Über die Biologische Pumpe wird das vom Plankton verarbeitete CO_{2} in größere Tiefen und in das Sediment transportiert.

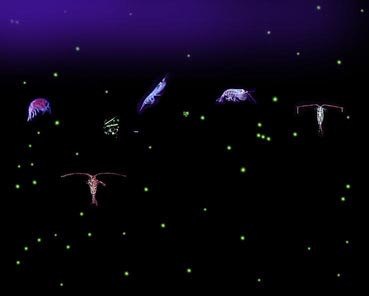
Fotomontage Phytoplankton und Zooplankton

Planktologie ist ein Teilgebiet der Ozeanographie und beschreibt die Wissenschaft und Lehre über Organismen, die im Meer und Süßwasser schweben. Diese werden als Plankton bezeichnet. 
Die Planktologie befasst sich auch mit Themen wie Primärproduktion, Räuber-Beute-Beziehungen und Energieflüssen. Besonders der Kohlenstoff-Haushalt ist in den letzten Jahren ein aktuelles Feld geworden.
Plankton ist der Motor für die „Biologische Pumpe“, einen Prozess, in dem Kohlenstoff durch die Körper der Organismen in die Tiefsee transportiert wird. Derartige Prozesse sind wichtig im Hinblick auf die Diskussionen über die Kohlenstoffsenke, eine große Hoffnung für die Zukunft, dass ein Teil des Kohlenstoffes, der gegenwärtig in der Erdatmosphäre als Kohlenstoffdioxid akkumuliert wird, im Meer durch Organismen gespeichert werden könnte. Aufgrund anthropogener Verbrennung von fossilen Brennstoffen kommt es zur Anreicherung von Kohlenstoffdioxid in der Atmosphäre und dadurch letztlich zu einer globalen Erwärmung.
Planktologie umfasst neuerdings auch in zunehmendem Maße verhaltensbiologische Aspekte des „treibenden Lebens“ und entwickelt moderne In-sito-Bild-Systeme, wie innerhalb des LEO-Projekts, wobei einige Projekte sogar die direkte Beteiligung der Bevölkerung online erlauben.
In den letzten Jahren sind Planktologen in zunehmendem Maße mit den als „Plastik-Plankton“ bezeichneten Resten von Zivilisationsabfällen konfrontiert, die teilweise von Planktonfiltrierern mitgefressen werden, oder in noch kleineren Teilen von den Planktonlebenwesen selbst aufgenommen werden und sich durch Bioakkumulation im Nahrungskreislauf anreichern.

## Bedeutende Planktologen
- Victor Hensen (1835–1924) – gilt als Begründer der modernen Planktologie[2]
- Karl Banse (* 1929 in Königsberg)
- Johannes Krey (1912–1975)
- Jürgen Lenz (* 1933)
- Gotthilf Hempel (* 1929)
- Paul G. Falkowski (* 1951) – wichtige Beiträge über das Phytoplankton und insbesondere dessen Verbindungen mit dem Klima, Tyler-Preisträger 2018[3]
- Sayed ElSayed